# Klappa inte katten
Klappa inte katten är en kriminalroman av Maria Lang (pseudonym för Dagmar Lange), utgiven första gången 1985 på bokförlaget Norstedts. Romanen har översatts till danska och finska.

## Personerna
Personer utan förbilder i verkligheten:
Helena Wijk
wijkska gårdens ägarinna, för tillfället allvarligt sjuk
Camilla Martin
Helenas svärdotter, hovsångerska och för tillfället gräsänka
Lorenzo Festiva
italiensk tenor med svensk-finska rötter, tillfälligt besökare i Skoga
Mandis Tuvesson
änka, hemsamarit och hyresgäst i wijkska gården
Ryan Tuvesson
Mandis veka och dagdrömmande tonårsdotter
Tullan Tuvesson
Mandis tuffa och orädda äldre dotter
Karol Karlander
Tullans ännu tuffare och hänsynslöse pojkvän
Öjvind Öman
Mandis egen vän, ibland alltför skrupelfri och uppslagsrik
Torolf Paulin
folkpensionär och sanningssägare, Mandis före detta granne
Dessutom bidrar följande individer till gåtans uppklarande:
Almi Graan
memoarskrivande författarinna, mer tankspridd än vanligt
Ingrid Hornung
Almis rödhåriga syster, bosatt i Danmark men hemma på snabbvisit i Skoga
Jan Hoffner
Almis tjugoårige släkting, amatördeckare som hör och ser iakttar allt
Ulf Törnqvist
musikkännare med innternationella kontakter, Camillas och Lorenzos impressario
Erk Berggren
polisintendent i Skoga
Björn Lundevall
polismästare i Lönnstad och Skoga
Råsa Tre
gul katt med dunkel bakgrund
samt - sent omsider -
Christer Wijk